# Відокремлення церкви від держави
Відокремлення церкви від держави — філософська й юридична концепція Джона Лока. Передбачає взаємне невтручання держави і християнської церкви (у ширшому сенсі — будь-якої релігійної організації) у справи один одного. Відкидає державне втручання у внутрішні церковні питання, а також участь церкви в державному управлінні. Один із принципів побудови світської держави, де панує свобода віросповідання. Включений у чинне законодавство багатьох країн: Швейцарії, Франції, України, Іспанії, Португалії, Швеції тощо.

## Португалія
- Конституція Португалії (1996, Стаття 41)
- Закон про свободу віросповідання (2000)

## Україна
- Конституція України (1996, Стаття 35)

## Франція
- Закон про відокремлення церкви і держави (1905)

## Росія/СРСР
- Декрет Раднаркому про відокремлення Церкви від держави (1918)